# Dhāraṇā
Dhāraṇā (en sánscrito: धारणा, Dharana) viene de la raíz dhri, que significa coger o retener, concentración, a veces conocida como samadhana y es una de las ocho ramas del yoga clásico. La base de este ejercicio de yoga está en el ekagrata, concentración en un único punto.
La práctica de la concentración, que precede a la contemplación o meditación profunda (dhyana), es fundamental que el yoguista acceda a la introversión, es decir, limite su actividad mental únicamente a la contemplación de un objeto observado. 
Ella representa la reunión de las energías físicas, que es acompañan por un alto grado de inhibición o introversión pratyahara, la disminución del ritmo del pensamiento reflexivo. La concentración en yoga puede tener una amplia variedad de objetos artha, como una mandala, un yantra o un bijamantra. Cuando la concentración aumenta surge el dhyana.
Existen prácticas de dharana para la focalización de partes internas del cuerpo y la retención de la respiración.
Es la sexta parte del Asthanga yoga.
La diferencia entre dharana, dhyana y samadhi está en el nivel de concentración empleado por el practicante. 